# Löwenberger Land
Löwenberger Land är en kommun i Landkreis Oberhavel i förbundslandet Brandenburg i Tyskland. 
Kommunen bildades den 31 december 1997 genom en sammanslagning av de tidigare kommunerna Glambeck, Grieben, Großmutz, Grüneberg, Gutengermendorf, Häsen, Löwenberg, Neulöwenberg, Falkenthal och Teschendorf. Den tidigare kommunerna Neuendorf uppgick i Löwenberger Land den 31 december 2001 och Nassenheide den 26 oktober 2003.